# روبرت رينجر
روبرت ج. رينجر (بالإنجليزية: Robert Ringer)‏ (من مواليد 1938)  هو رجل أعمال أمريكي، ومتحدث تحفيزي وسياسي، ومؤلف العديد من الكتب الأكثر مبيعًا في مجال التنمية الشخصية والسياسة.

## العمل
نُشر كتابه الأول، "الفوز من خلال الترهيب"عام 1973. بعد أن حصلت المخطوطة على 23 رفض من الناشرين،  قرر رينجر نشر الكتاب بنفسه. أصبح الكتاب الأكثر مبيعًا، حيث قضى 36 أسبوع في صدارة قائمة نيويورك تايمز لأكثر الكتب مبيعًا. عام 2002 قام رينجر بمراجعة الكتاب وتحديثه وإعادة نشره تحت عنوان جديد: هل نكون أو لا نكون خائفين؟ :هذا هو السؤال. يقول إن التغيير تم إجراؤه لتوضيح هدفه في الكتب - ليس تحويل الناس إلى مخيفين، ولكن لمنحهم الأدوات اللازمة لمنع الآخرين من ترهيبهم.
كما نشر رينجر كتابه الثاني، Looking Out for #1 عام 1977، والذي أصبح أيضا من أكثر الكتب مبيعا في نيويورك تايمز. بعض موضوعاته المتكررة هي العمل المبني على الفكر العقلاني، والاعتراف بالطبيعة البشرية الموضوعية المتأصلة في المصلحة الذاتية والالتزام بها بالفعل، وتجنب الأشخاص غير العقلانيين (الذين أطلق عليهم اسم العصابيين أو "الأعشاب الضارة").
كان أول عمل سياسي/أيديولوجي لرينغر، "استعادة الحلم الأمريكي"، قد وصل إلى المرتبة الثالثة في قائمة نيويورك تايمز لأكثر الكتب مبيعًا في عام 1979. وقد تمت مراجعته وتحديثه وإعادة نشره عام 2010. وتتمثل فرضيتها في أن الحرية يجب أن تحظى بأولوية أعلى من كل الأهداف الأخرى وأن السوق الحرة القائمة على مبدأ عدم التدخل هي الحل الواضح للمشاكل الاقتصادية التي تواجهها أميركا.
أسس رينجر دار نشر ستراتفورد لنشر وإعادة إصدار كتب لمؤلفين آخرين. يتضمن عنوانه كتاب "الاستثمار في الأزمات" لدوجلاس ر. كيسي، و "استراتيجية ألفا" لجون أ. بوغسلي، و "الفتيات اللطيفات يفعلن" لإيرين كاسورلا.
ظهر رينجر في برنامج ذا تونايت شو، وبرنامج اليوم، وThe Dennis Miller Show، وصباح الخير يا أمريكا، وABC News Nightline، و The Charlie Rose Show، وFox News، وFox Business. لقد كان موضوعًا لمقالات مميزة في منشورات مثل مجلة تايم، ومجلة بيبول، ومجلة وول ستريت جورنال، ومجلة فورتشن، ومجلة بارونز، ومجلة نيويورك تايمز.

## الكتب
- Ringer، Robert J. (1973). الفوز من خلال الترهيب. Ballantine Books. ISBN:0-449-20786-2.
- Ringer، Robert J. (1978). Looking Out for #1. Fawcett Crest. ISBN:0-449-21010-3.
- Ringer، Robert J. (1979). استعادة الحلم الأمريكي. Fawcett Crest. ISBN:0-449-24314-1.
- Ringer، Robert J. (1983). كيف تجد السعادة في ظل انهيار الحضارة الغربية. ISBN:0-06-859606-5.
- Ringer، Robert J. (1990). عادات المليون دولار. Random House Publishing. ISBN:0-449-21878-3.
- Ringer، Robert J. (2000). الحصول على ما تريد: المبادئ السبعة للعيش العقلاني. G.P. Putnam's Sons. ISBN:0-399-14686-5.
- Ringer، Robert (2002). أن تكون أو لا تكون خائفًا؟: هذا هو السؤال. Rowman & Littlefield. ISBN:1-59077-035-8.
- العمل!: لا يحدث شيء حتى يتحرك شيء ما. 2004. ISBN:978-1-5907-7058-0.
- ريادة الأعمال: طريق العودة للاقتصاد الأمريكي. 2012. ISBN:978-1-4516-2910-1.

## روابط خارجية
- الموقع الرسمي
- Interview على يوتيوب
- Bio from his speaking agent